# Baie d'Aomori
La baie d'Aomori (青森湾, Aomori-wan) est une baie située dans le nord de l'île de Honshū, au Japon.

## Géographie

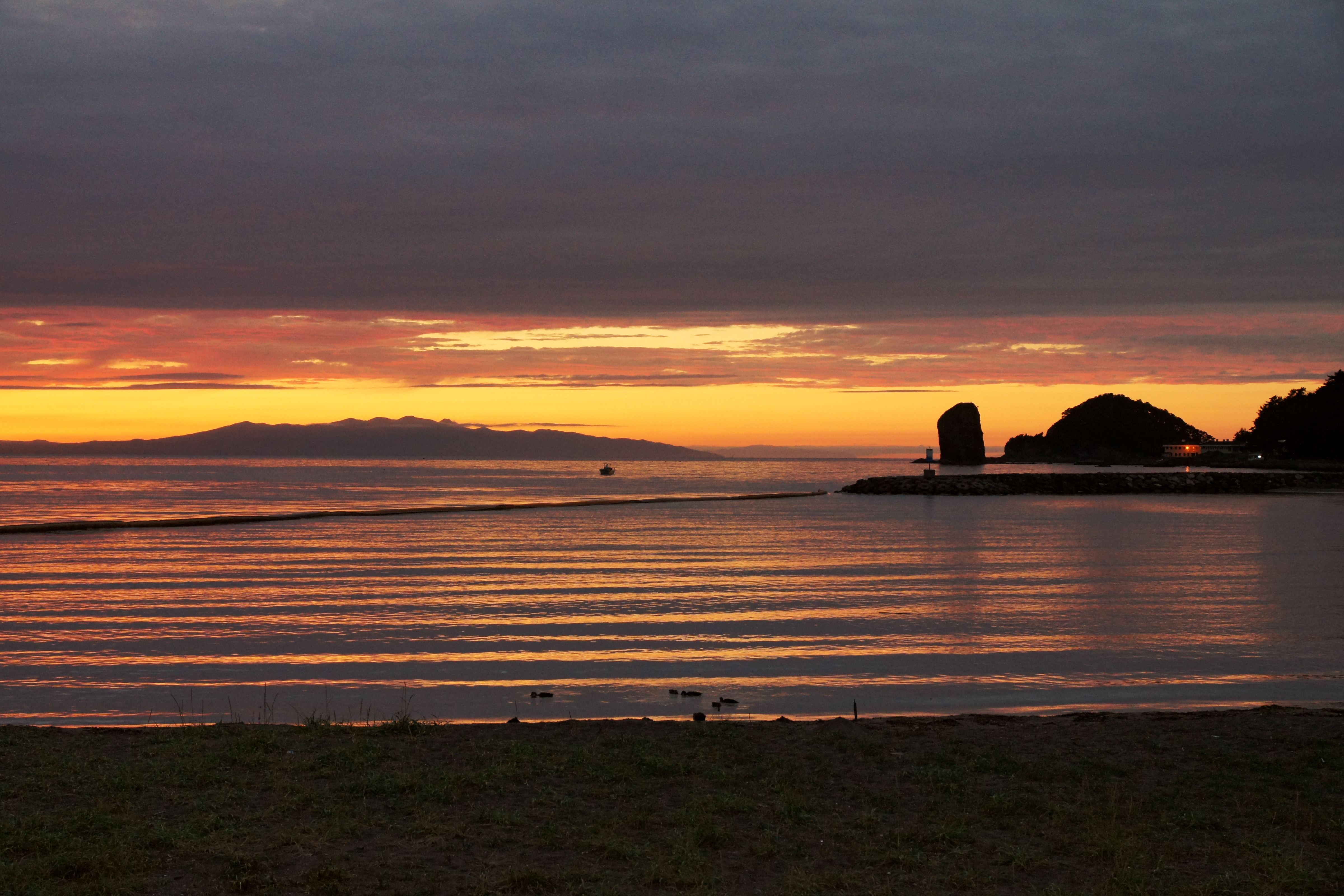
La baie d'Aomori vue depuis le onsen d'Asamushi.

La baie compose, avec la baie de Noheji et la baie d'Ōminato, la baie de Mutsu et est comprise entre la péninsule de Tsugaru à l'ouest et la péninsule de Natsudomari à l'est. Elle tient son nom de la ville d'Aomori, située au sud de la baie.